# Nova Bréscia
Nova Bréscia is een gemeente in de Braziliaanse deelstaat Rio Grande do Sul. De gemeente telt 3.291 inwoners (schatting 2009).

## Aangrenzende gemeenten
De gemeente grenst aan Capitão, Coqueiro Baixo, Encantado, Relvado en Travesseiro.